# David Iñigo
David Carmelo Iñigo (San Miguel de Tucumán, Tucumán; 16 de junio de 1934 -  14 de junio de 2005). Fue un futbolista argentino que jugaba como mediocampista.
David fue hermano del también futbolista Manuel Iñigo, destacado jugador de Atlético Tucumán.  

## Trayectoria

### Sportivo Guzmán
Iñigo se formó en Sportivo Guzmán, en donde debutó en un partido oficial, correspondiente a la Liga Tucumana.

### San Lorenzo
La actuación de Iñigo en el equipo tucumano llamó la atención de San Lorenzo, club al que llegaría en 1956. En su primera temporada terminó en octava posición en el campeonato, pero en 1957 terminaría segundo, por detrás de River. En el campeonato de 1958 empató en puntos con Boca, en la segunda posición,  escoltando a Racing. En 1959 después de dos años en los que San Lorenzo hizo grandes campañas, se coronó campeón en el Campeonato de 1959, clasificando además a la Primera Copa Libertadores de la historia. En la Copa Libertadores de 1960, eliminó a Bahia en cuartos de final, pero perdió con Peñarol en semifinales, en una serie que debió definirse en un tercer partido y en el campeonato local terminó sexto. En el campeonato de 1961 terminaría segundo, otra vez por detrás de Racing. 1962 sería su último año en el ciclón. 

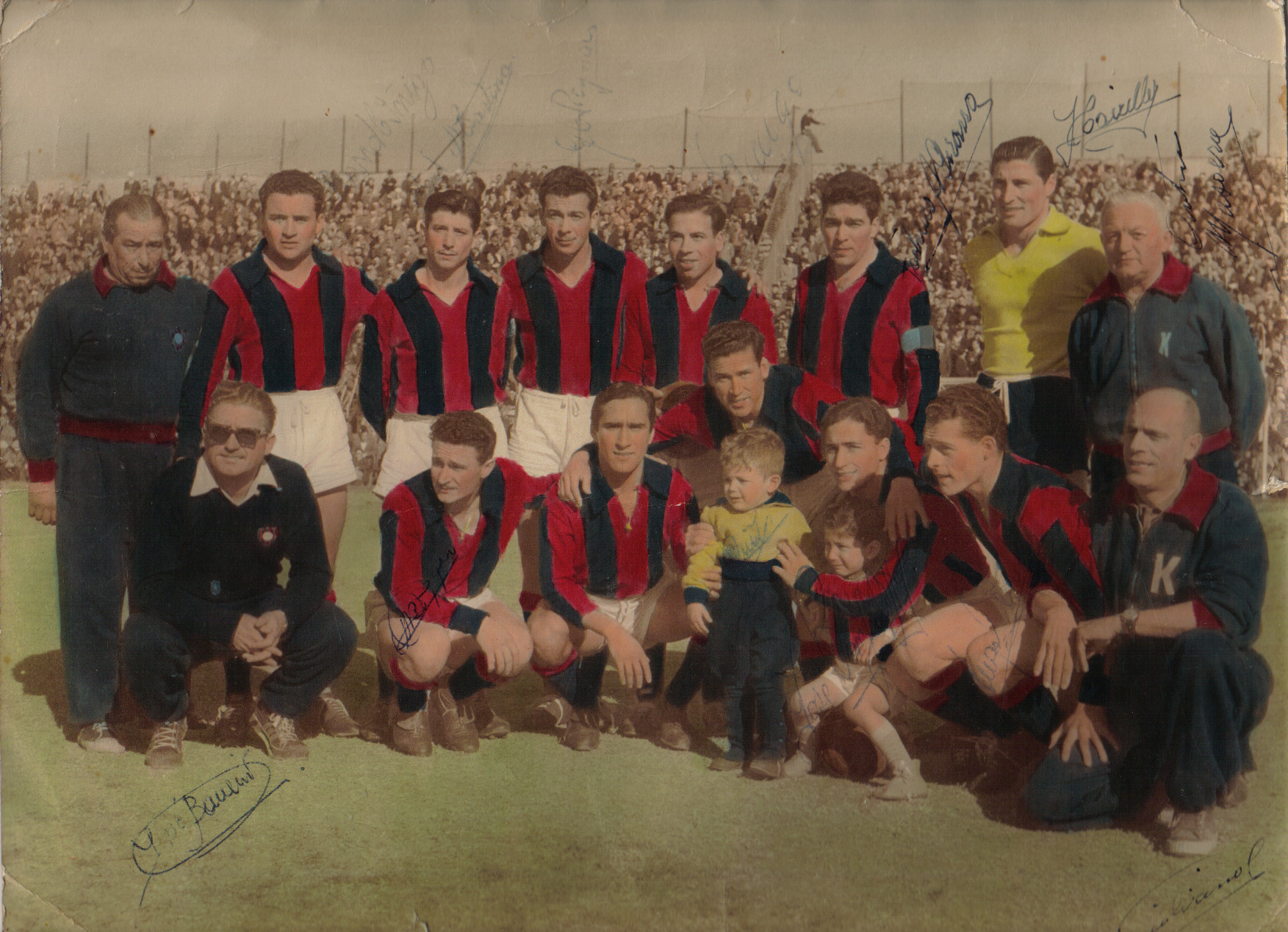
Formación de San Lorenzo Campeón 1959.

### Chacarita
En 1963 es transferido a Chacarita, dónde jugaría hasta 1966, cuando se retiraría del fútbol. 

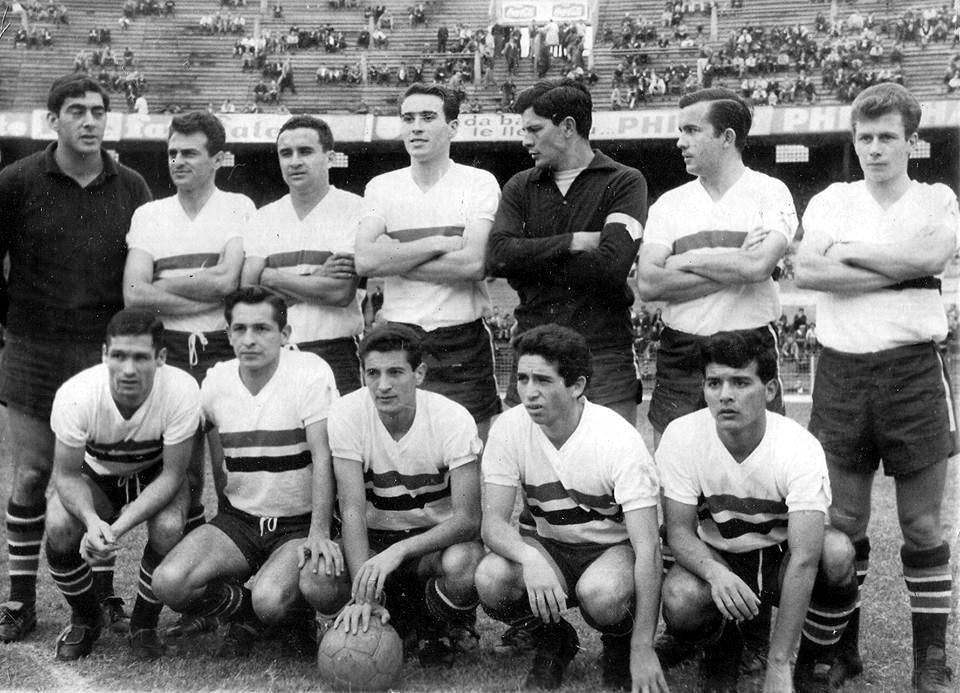
Formación de Chacarita 1964.

## Selección Argentina
En 1957 fue convocado para jugar el Campeonato Sudamericano 1957 con la Selección Argentina, donde salió campeón en el Perú.

## Clubes
| Club            | País      |
| --------------- | --------- |
| Sportivo Guzmán | Argentina |
| San Lorenzo     | Argentina |
| Chacarita       | Argentina |

## Palmarés
| Título                  | Equipo              | País      | Año  |
| ----------------------- | ------------------- | --------- | ---- |
| Primera División        | San Lorenzo         | Argentina | 1959 |
| Campeonato Sudamericano | Selección Argentina | Argentina | 1957 |